# Raimundo Durán Reynals
Raimundo Durán Reynals (Barcelona, 1897-ibídem, 1966) fue un arquitecto español, titulado en 1926. 

## Biografía

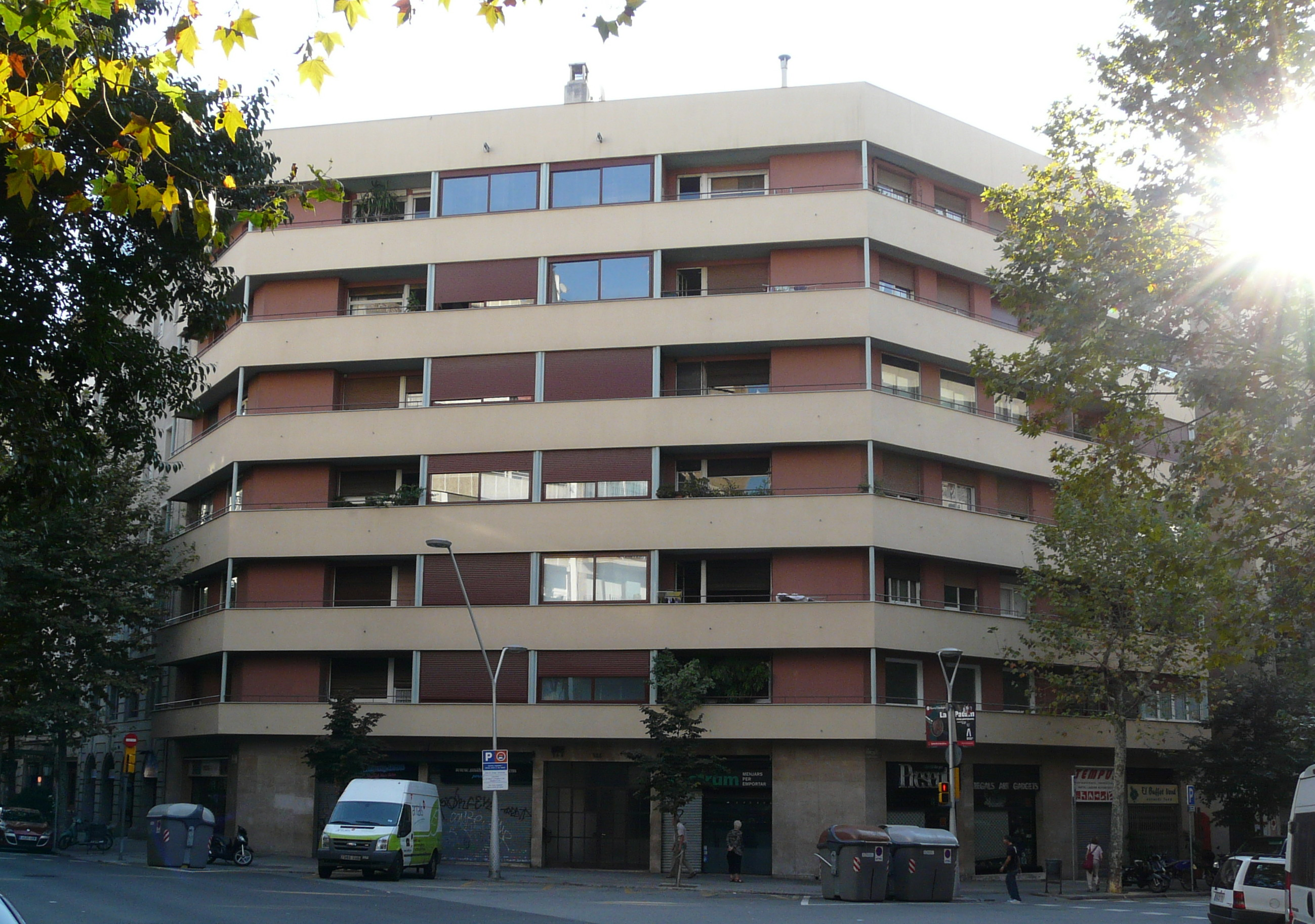
Casa Cardenal

Nació en Barcelona el 12 de octubre de 1897. Sus primeras obras fueron el vestíbulo de la Estación de Francia de Barcelona y el Palacio de las Artes Gráficas para la Exposición Internacional de Barcelona de 1929, en colaboración con Pelayo Martínez, actual Museo de Arqueología de Cataluña. Durante la República estuvo influido por el racionalismo, asociándose al GATCPAC (Casa Espona, en la calle Camp d'en Vidal, 1934-1935; Casa Cardenal, en la esquina Lauria/Córcega, 1935-1940; Can Móra, Pedralbes, 1935). 
En la posguerra retornó a un cierto italianismo de influencia brunelleschiana (iglesia de Montserrat, actual de Santa María Reina, iniciada por Nicolás María Rubió Tudurí). Restauró la sala capitular del monasterio de San Juan de las Abadesas (1948-1963).
En 1964, en coautoría con el arquitecto Manuel Sáinz de Vicuña y García Prieto, marqués de Alhucemas, trazó los planos del parador nacional de turismo de Bagur (provincia de Gerona), en el acantilado de Aiguablava.
Fue el artífice de una desafortunada reforma de la Casa Lleó Morera, del arquitecto modernista Lluís Domènech i Montaner, que destruyó buena parte de las elementos más característicos de la planta baja.